# La Coucourde
 La Coucourde  là một xã thuộc tỉnh Drôme trong vùng Auvergne-Rhône-Alpes đông nam nước Pháp. Xã La Coucourde nằm ở khu vực có độ cao từ 71-395 mét trên mực nước biển. It housed the Horus community until 1997.